# Витомил Зупан
Витомил Зупан (Љубљана, 18. јануар 1914 — Љубљана, 14. мај 1987) био је словеначки приповедач, романсијер, драматург и песник.

## Биографија
Рођен је као син аустроугарског официра Ивана и учитељице Иванке (рођена Корбан). Отац му је убијен у Првом светском рату 1916, након чега му се мајка поново удала. Гимназију је завршио у Љубљани, након чега се уписао на технички факултет у Љубљани. Студије грађевине завршио је тек 1959. Витомил Зупан је живео боемским животом. Доста је путовао, уз пут радећи ситније послове; радио је на енглеском броду као ложач, учитељ скијања у Босни, као боксер, молер у Француској и постављач громобрана.
У домовини је био повезан са левичарским студентским организацијама, такође, био је члан Сокола. Почетком Другог светског рата постао је део ослободилачког фронта Словеније. Након хапшења, Италијани га шаљу у логор Чигиње 1942, а потом у Гонарс, одакле се сам спасио бекством и придружио партизанима. Пре рата и за време борбе био је активан писац.
Након рата био је уредник културног програма на Радију Љубљана. После одслуженог затвора завршио је факултет грађевинарства, након чега је деловао као самозапослен писац. Имао је два сина и једну кћер. Покопан је на љубљанском гробљу Жале.

## Награде
- 1947. Прешернова награда (драма Рођен у олуји)
- 1973. Жупанчичева награда (роман Путовање за крај пролећа)
- 1982. Жупанчичева награда (роман Левитан)
- 1984. Прешернова награда за књижевни рад